# Jättekortvinge
Jättekortvinge, Ocypus olens, är en skalbaggsart som först beskrevs av Otto Friedrich Müller 1764. Arten ingår i släktet Ocypus i familjen kortvingar, Staphylinidae. Arten  har en livskraftig, LC, population i Sverige men saknas i Finland. Det finns ändå ett obekräftat fynd av arten i Finland från 2013. 

Arten är utbredd i stora delar av Europa, men saknas i Norge, Finland och norra Sverige. Öster ut breder den ut sig åtminstone till Kaspiska havet och söder ut så finns den i nordligaste Afrika inklusive öar i Nordatlanten. Den förekommer också på den Nordamerikanska kontinenten från södra Kanada till södra Mexiko. Arten är relativt ovanlig i Sverige, och har en sydostlig utbredning. I Sverige är arten utbredd längs kusterna från Bohuslän till Uppland med enstaka fynd i inlandet. Kärnområden är Skåne, Blekinge och på Öland och Gotland. I Sverige hittas den lättast under perioden april-september. Där den finns går den ofta att finna under stenar, stockar, vissna löv etc. där även dess föda finns i form av diverse ryggradslösa djur, bland annat maskar, sniglar, spindlar och gråsuggor. Den äter även as.

Jättekortvingen är en stor kortvinge, Sveriges största, cirka 28 millimeter lång och helt svart. Som alla kortvingar har den små täckvingar som täcker flygvingarna. Den kan flyga men gör det mycket sällan utan föredrar att hålla sig på marken. Den går också att känna igen på att bakdelen reser sig ifall den känner sig hotad och böjs framåt som bakdelen på en skorpion.  När den känner sig hotad kan den också i vissa fall ge ifrån sig en vit, illaluktande vätska för att avskräcka en eventuell angripare. Detta har givit upphov till det tidigare och mindre smickrande svenska namnet stinkande kortvinge.